# Auzeodes uniformis
Auzeodes uniformis är en fjärilsart som beskrevs av W. Warren 1901. Auzeodes uniformis ingår i släktet Auzeodes och familjen mätare. Inga underarter finns listade i Catalogue of Life.